# Батрак (Башкортостан)
Батрак (баш. Батрак) — село в Бакалинском районе Республики Башкортостан Российской Федерации. Входит в состав Новоурсаевского сельсовета. 

## История
До 2008 года входил в состав Нагайбаковского сельсовета. После его упразднения вошёл в Новоурсаевский сельсовет  (Закон Республики Башкортостан от 19.11.2008 N 49-з «Об изменениях в административно-территориальном устройстве Республики Башкортостан в связи с объединением отдельных сельсоветов и передачей населённых пунктов», ст.1 п.6) г)).

## География

### Географическое положение
Расстояние до:
- районного центра (Бакалы): 55 км,
- ближайшей ж/д станции (Туймазы): 95 км.

## Население
| 2002 | 2009 | 2010 |
| ---- | ---- | ---- |
| 107  | ↘86  | ↘39  |

Национальный состав
Согласно переписи 2002 года, преобладающая национальность — русские (61 %).